# 가짜집박쥐속
가짜집박쥐속(Falsistrellus)은 애기박쥐과에 속하는 박쥐 속의 하나이다. 5종으로 이루어져 있다.

## 특징
몸길이가 43~70mm이고 전완장이 38~54mm인 작은 박쥐다. 꼬리 길이는 30~53mm이고 몸무게는 최대 26g이다. 털은 길고 양털처럼 부드럽다. 등 쪽은 갈색부터 거무스레한 갈색까지 다양하지만 배 쪽은 좀더 밝은 색을 띤다. 주둥이 짧고 넓다.

## 분포
동양구 동부 지역과 오스트레일리아에 널리 분포한다.

## 하위 종
5종이 알려져 있다.
- 초콜릿색집박쥐 (F. affinis)
- 서부가짜집박쥐 (F. mackenziei)
- 뾰족집박쥐 (F. mordax)
- 페테르스집박쥐 (F. petersi)
- 동부가짜집박쥐 (F. tasmaniensis)